# Dipartimento di Sinfra
Il dipartimento di Sinfra è un dipartimento della Costa d'Avorio situato nella regione di Marahoué, distretto di Sassandra-Marahoué.
La popolazione censita nel 2014 era pari a 238 015 abitanti.
Il dipartimento è suddiviso nelle sottoprefetture di Bazré, Kononfla, Kouétinfla e Sinfra.